# Anosia plexaure
Anosia plexaure är en fjärilsart som beskrevs av Jean Baptiste Godart 1819. Anosia plexaure ingår i släktet Anosia och familjen praktfjärilar. Inga underarter finns listade i Catalogue of Life.